# Christian Checa
Christian Checa (Madrid, 20 de septiembre de 2001) es un actor español conocido por su trabajo en películas y series de televisión. Alcanzó notoriedad tras su papel como Raúl en la película En los márgenes (2022), por el que fue nominado a los Premios Goya como Mejor Actor Revelación.

## Biografía
Nacido en Madrid el 20 de septiembre de 2001, incursionó en el ámbito de la industria audiovisual a la edad de doce años, inicialmente en proyectos publicitarios y de moda. A los catorce años, asumió el rol protagónico en su primer cortometraje de ficción. Su debut en la televisión se materializó en la serie de Televisión Española, Sonata del silencio, donde interpretó al descendiente del personaje encarnado por Eduardo Noriega.
Su trayectoria en el séptimo arte se formalizó en 2018 con la película 75 días. En 2019, participó en el rodaje de Las Consecuencias. No obstante, fue en 2021 cuando obtuvo su primer papel protagonista en un largometraje, en la película En los márgenes, labor que le valió una nominación a los Premios Goya en la categoría de «Mejor Actor Revelación». En 2022, encabezó el elenco de la película Un Largo Viaje. En 2023, participó en el rodaje del filme Enemigos, cuyo estreno se proyecta para el año 2025. Adicionalmente, en 2024 actuó en la película Votemos, en calidad de coprotagonista, con una previsión de estreno también para 2025.

## Filmografía

### Cine
| Año  | Título            | Personaje     | Director         |
| ---- | ----------------- | ------------- | ---------------- |
| 2020 | 75 días           | Carlos Anglés | Marc Romero      |
| 2021 | Las consecuencias | Martín        | Claudia Pinto    |
| 2022 | En los márgenes   | Raúl          | Juan Diego Botto |
| 2023 | Un largo viaje    | Samuel        | Víctor Nores     |
| 2025 | Enemigos          | Chimo         | David Valero     |
| 2025 | Votemos           | Lucas         | Santiago Requejo |

### Televisión
| Año  | Título                 | Cadena      | Personaje                | Datos       |
| ---- | ---------------------- | ----------- | ------------------------ | ----------- |
| 2016 | Centro médico          | La 1        | Isaac Sánchez            | 2 episodios |
| 2016 | La sonata del silencio | La 1        | Hernán                   | 1 episodio  |
| 2018 | Estoy vivo             | La 1        | Andrés                   | 1 episodio  |
| 2018 | Brigada Costa del Sol  | Telecinco   | Antoñito                 | 8 episodios |
| 2020 | Vamos Juan             | TNT España  | Álvaro                   | 2 episodios |
| 2021 | Alba                   | Atresplayer | Samuel                   | 1 episodio  |
| 2021 | Edelweiss              | RTVE Play   | Carlos                   | 4 episodios |
| 2022 | Servir y proteger      | La 1        | Guillermo "Guille" Marín | 6 episodios |
| 2022 | Desaparecidos          | Telecinco   |                          | 1 episodio  |
| 2024 | 1992                   | Netflix     | Mario                    | 2 episodios |
| 2025 | El gran salto          | Atresplayer | Andreu Vivó i Tomás      | 4 episodios |

### Cortometrajes
| Año  | Título                 | Personaje | Director           |
| ---- | ---------------------- | --------- | ------------------ |
| 2016 | Andrómeda              | Marco     | Luis Reneo         |
| 2018 | Paraíso Azul           | Ramón     | Daniel de Vicente  |
| 2019 | La Nueva               | Felipe    | Nerea Pavón        |
| 2019 | El método Pigs         | Jon       | Boris Kozlov       |
| 2022 | Padre                  | José      | Iván J. Díaz       |
| 2024 | Tribu                  | Coke      | Carlos Gómez-Trigo |
| 2025 | Conexiones Inesperadas | Juan      | Oscar Toribio      |

## Premios y nominaciones
| Premio                                                  | Año  | Categoría                | Película        | Resultado | Ref.   |
| ------------------------------------------------------- | ---- | ------------------------ | --------------- | --------- | ------ |
| Premios Goya                                            | 2023 | Mejor Actor Revelación   | En los márgenes | Nominado  | [ 4 ]  |
| Medallas del CEC                                        | 2023 | Mejor Actor Revelación   | En los márgenes | Nominado  | [ 8 ]  |
| Premios Unión de Actores                                | 2023 | Mejor Actor Revelación   | En los márgenes | Nominado  | [ 9 ]  |
| Certamen Internacional de Cortometrajes de Valdealgorfa | 2024 | Mejor Actor Protagonista | Tribu           | Ganador   | [ 10 ] |
| Red Rock Film Festival                                  | 2024 | Best Actor               | Tribu           | Ganador   | [ 11 ] |